# معايشيات
المعايشيات (الاسم العلمي: Symbiida) هي رتبة من الحيوانات تتبع طائفة حاملات العجل الحقيقية.

## التصنيف
- معايشات
  - المعايش